# 瓦爾特·瓦熱哈

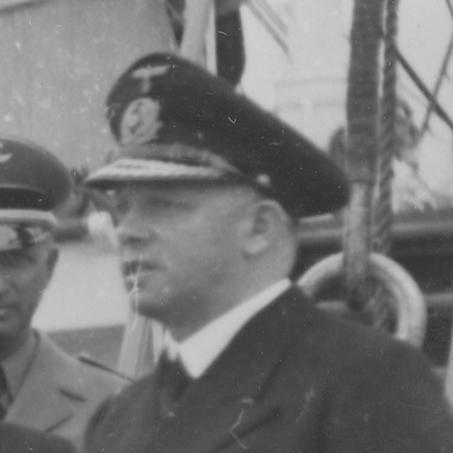
瓦爾特·瓦热哈

瓦尔特·威廉·尤利乌斯·瓦热哈（德語：Walter Wilhelm Julius Warzecha；1891年5月23日—1956年8月3日）是一位納粹德國海軍将领。二战结束后，他曾以海军一级上将军衔接替与自己平级的漢斯-格奧爾格·馮·弗里德堡，成为納粹德國海軍末任总司令。1945年7月22日，瓦爾特·瓦热哈卸任海軍司令後選舉被捕，並且一直關押至1947年。出獄後他在汉堡定居，並且成為安联的理赔员。 1956年8月30日，他因心脏病去世。